# SN 1976K
SN 1976K – supernowa typu I odkryta 21 grudnia 1976 roku w galaktyce NGC 3226. W momencie odkrycia miała maksymalną jasność 17,00m.